# Imperturbatia violescens
Imperturbatia violescens је пуж из реда Stylommatophora и фамилије Streptaxidae.

## Угроженост
Ова врста се сматра угроженом.

## Распрострањење
Ареал врсте је ограничен на једну државу. 
Сејшели су једино познато природно станиште врсте.

## Станиште
Станиште врсте су шуме.